# Strövelstorp
Strövelstorp is een plaats in de gemeente Ängelholm in Skåne, de zuidelijkste provincie van Zweden. De plaats telt 1,012 inwoners (2005) en een oppervlakte van 0,83 vierkante kilometer.

## Verkeer en vervoer
Bij de plaats lopen de E6/E20 en Länsväg 107.